# Klaus Petzold
Klaus Petzold ist ein ehemaliger deutscher Handballspieler.
Er spielte für den SC Dynamo Berlin.
Im Aufgebot der Männer-Handballnationalmannschaft der DDR spielte Klaus Petzold bei der Feldhandball-Weltmeisterschaft (WM) 1963, bei der er mit der Mannschaft der DDR Weltmeister wurde, sowie bei der Hallenhandball-WM 1964, der Hallenhandball-WM 1967 und der Hallenhandball-WM 1970, bei der er Vize-Weltmeister wurde.

## Belege
1. ↑  Statistik auf www.ihf.info (PDF; 75 kB)
2. ↑  Statistik auf www.dhb.de

| Personendaten    | Personendaten             |
| ---------------- | ------------------------- |
| NAME             | Petzold, Klaus            |
| KURZBESCHREIBUNG | deutscher Handballspieler |
| GEBURTSDATUM     | 20. Jahrhundert           |